# Microtendipes
Microtendipes is een muggengeslacht uit de familie van de Dansmuggen (Chironomidae).

## Soorten
- M. anticus (Walker, 1848)
- M. brevitarsis Brundin, 1947
- M. britteni (Edwards, 1929)
- M. caducus Townes, 1945
- M. caelum Townes, 1945
- M. confinis (Meigen, 1830)
- M. chloris (Meigen, 1818)
- M. diffinis (Edwards, 1929)
- M. nigellus Hirvenoja, 1963
- M. nitidus (Meigen, 1818)
- M. pedella (De Geer, 1776)
- M. pedellus (De Geer, 1776)
- M. rydalensis (Edwards, 1929)
- M. tarsalis (Walker, 1856)